# To Live
To Live (xinès dimplificat活着; pinyin: Huózhe) és una pel·lícula xinesa de l'any 1994, dirigida per Zhang Yimou. Va estar prohibida per les autoritats de la Xina.

## Argument
Aquest drama tracta de la vida d'una família en el segle xx (des de la República passant per la guerra civil, l'arribada al poder dels comunistes, la Revolució Cultural). En un ambient benestant, un jove, interpretat per Ge You, obsessionat pel joc fins que arriba el moment que els deutes l'arruïnen i ha de deixar la casa dels seus avantpassats. Intenta refer la seva vida dedicant-se al teatre de titelles però acaba involucrat en la revolució comunista de Mao. Quan aconsegueix reunir-se amb la seva esposa i fills les coses han canviat i ja no serà res com abans.

## Repartiment
- Gong Li
- Ge You
- Jiang Wu
- Niu Ben
- Guo Tao
- Ni Dahong
- Zhang Lu
- Liu Tianchi

## Premis i nominacions

### Premis
- 1994: Gran Premi del Jurat (Festival de Canes)
- 1994: Premi a la interpretació masculina (Festival de Canes) per You Ge
- 1995: BAFTA a la millor pel·lícula de parla no anglesa

### Nominacions
- 1994: Palma d'Or
- 1995: Globus d'Or a la millor pel·lícula de parla no anglesa